# Gralha-da-guiana
Gaio-de-caiena ou gralha-da-guiana (Cyanocorax cayanus) é uma espécie de ave da família Corvidae.
Pode ser encontrada nos seguintes países: Brasil, Guiana Francesa, Guiana, Suriname e Venezuela.
Os seus habitats naturais são: florestas subtropicais ou tropicais húmidas de baixa altitude, matagal árido tropical ou subtropical e florestas secundárias altamente degradadas.